# George Lowther
George Lowther (umro 1723.) bio je engleski pirat u 18. stoljeću. Malo je poznato o njegovom životu, no zna se da je djelovao u Karipskom moru i na Atlantiku. Jedan od njegovih pomoćnika bio je Edward Low.

## Životopis
Njegov je rani život nepoznat, i počinje ga se spominjati tek kada je postao drugi pomoćnik na robovlasničkom brodu Gambia Castle, koji je bio pod zapovjedništvom kapetana Charlesa Russella. Lowther je bio popularniji kod posade, vjerojatno zato što je Russellu bilo stalo do isporuke robova više nego do vlastite posade. Russel nije vjerovao Lowtheru, i kada ga je pokušao izbičevati, veliki je dio posade stao na Lowtherovu stranu i branilo ga što je izazvalo raskol među posadom.
Na brodu je, nakon što se povukao iz utvrde, bio i kapetan Massey, zajedno s vojnicima kojima je zapovijedao. Jedne noći, kada kapetan Russell nije bio na brodu, Massey i Lowther su odlučili otploviti bez njega. Massey se namjeravao vratiti u Englesku, no Lowther, posada i Masseyevi vojnici se s time nisu složili. Lowthera su proglasili kapetanom i on je preimenovao brod u Delivery. Napali su mnogo brodova na pučini, no kada je Massey predložio da napadnu selo na obali, izgubio je glasovanje jer je smatrano da je rizik prevelik. Lowther je uspio osvojiti manji brod, koji je nazvao Happy Delivery i razišao se s Masseyem i njegovim ljudima.
Lowther je krenuo prema Karolini, gdje je razvio taktiku zabijanja svojim brodom u drugi, nakon čega su se njegovi ljudi penjali na drugi brod i pljačkali ga. Oko 1721. godine otišao je na Kajmanske otoke, gdje je sreo kapetana Benjamina Edwardsa i njegov brod, Greyhound. Lowther je dao topovski signal. Greyhound odgovara otvaranjem boka (istodobna pucnjava iz svih topova jedne strane.) Pirati su se popeli na Greyhound, najvjerojatnije ubili cijelu posadu i zapalili brod. Do tada je Lowther imao dosta brodova pod svojim zapovjedništvom, no kada se s flotom zaputio prema Gvatemali, napali su ih domoroci i bio je prisiljn ostaviti neke brodove i dio ljudi za sobom.
Njegova posada i namirnice su prebačeni na Revenge. 1722. godine plovi na osamljen otok Blanquillu. Prije nego što se uspio iskrcati, uočen je od strane Waltera Moora, kapetana broda HMS Eagle. Lowther je uspio pobjeći na otok tako što je iskočio iz svoje kabine zajedno s nekoliko svojih ljudi, od kojih je samo četvero dospjelo do obale. Nakon detaljne potrage, Lowtherovo je tijelo pronađeno. Upucao je sam sebe u glavu radije nego da postane zatvorenik.